# فرانك بينيت (ممثل)
فرانك بينيت (بالإنجليزية: Frank Bennett) هو ممثل أمريكي، ولد في 15 سبتمبر 1890 في بيكرسفيلد في الولايات المتحدة، وتوفي في 29 أبريل 1957 في Warren Township, New Jersey ‏ في الولايات المتحدة.

## وصلات خارجية
- فرانك بينيت على موقع IMDb (الإنجليزية)
- فرانك بينيت على موقع أول موفي (الإنجليزية)
- فرانك بينيت على موقع قاعدة بيانات الأفلام السويدية (السويدية)
- فرانك بينيت على موقع كينوبويسك (الروسية)